# Castello Monaci
Il castello Monaci è un castello del XVI secolo situato a Salice Salentino nel Salento.

## Posizione
Il castello si trova nella zona centrale del Salento, all'incrocio tra le province di Lecce, Brindisi e Taranto.
Il territorio del castello si trova interamente a Salice Salentino, provincia di Lecce.

## Storia
Nel territorio sanpancraziese vicino sono presenti tracce concrete del passaggio dei monaci basiliani, in fuga dall'Oriente. I Basiliani, per scampare alle persecuzioni bizantine, furono costretti a nascondersi in luoghi solitari come grotte e foreste, che divennero luogo d'alloggio e di preghiera. A volte, quando non potevano adattare le grotte naturali, scavavano nella roccia più friabile, dove creavano dei rifugi simili a pozzi. Ritroviamo in contrada Torrevecchia la Grotta dell'Angelo, finemente affrescata con immagini di santi, raffigurati secondo l'iconografia bizantina; altre grotte con altari, giacigli e pozzi sono in contrada Caragnuli e in contrada Caretta.
Un nuovo nucleo abitativo, un casale, sorse fra il X e l'XI secolo attorno a una chiesetta dedicata al martire, la "venerabilem ecclesiam S. Pancratii" menzionata in un atto di donazione del 1063 all'Arcidiocesi di Brindisi ed eretta probabilmente con l'aiuto dei monaci basiliani.
Un documento del catasto onciario di Salice Salentino menziona la creazione del castello nel XVI secolo.  I Monaci Basiliani utilizzano il castello come luogo di culto, meditazione e rifugio per i bisognosi.
Nel corso del tempo divenne poi dimora di nobili famiglie (Martino, Parry Grainger).
Nel XIX secolo fu costruita una nuova facciata.

## Galleria d'immagini

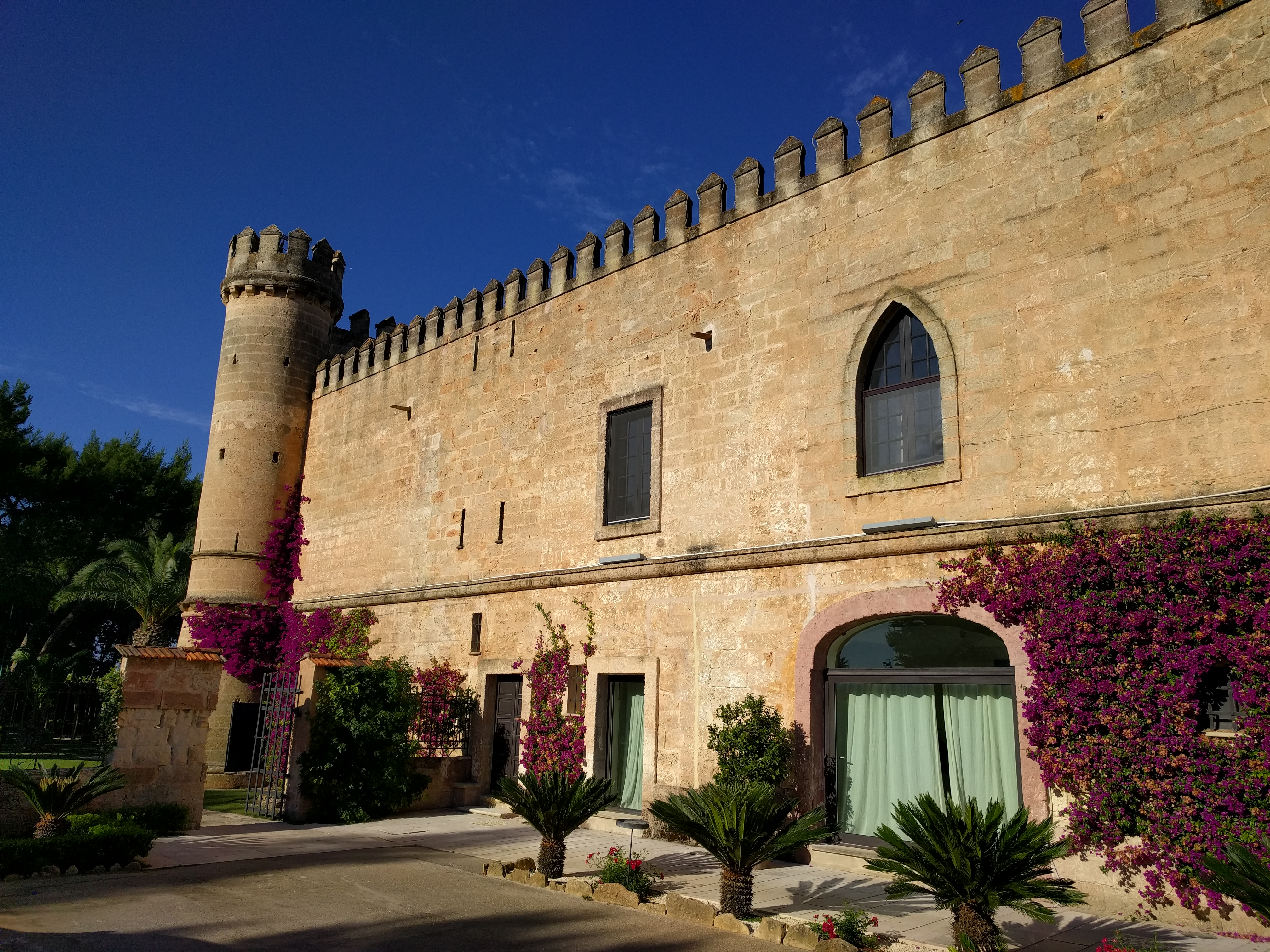
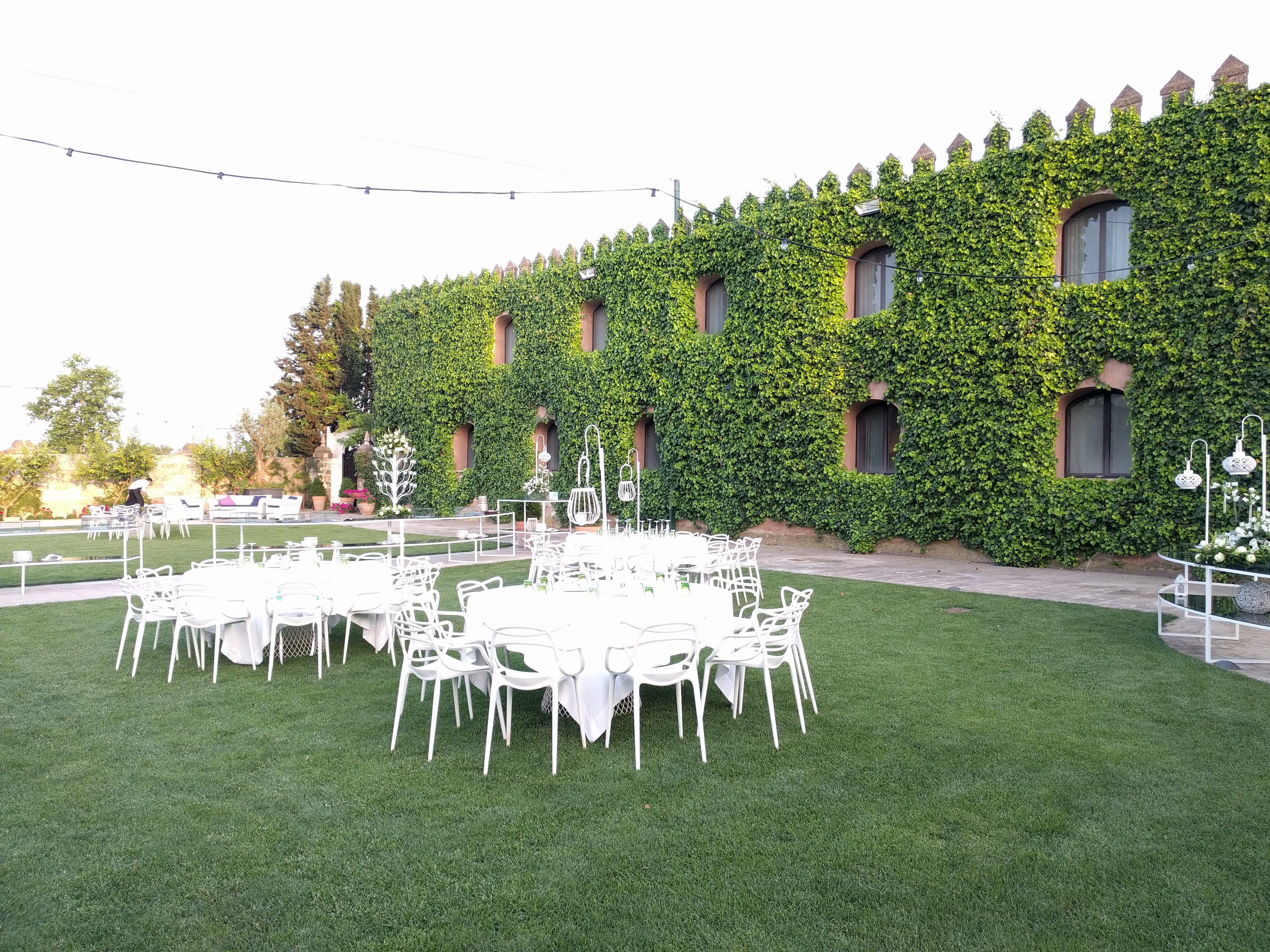
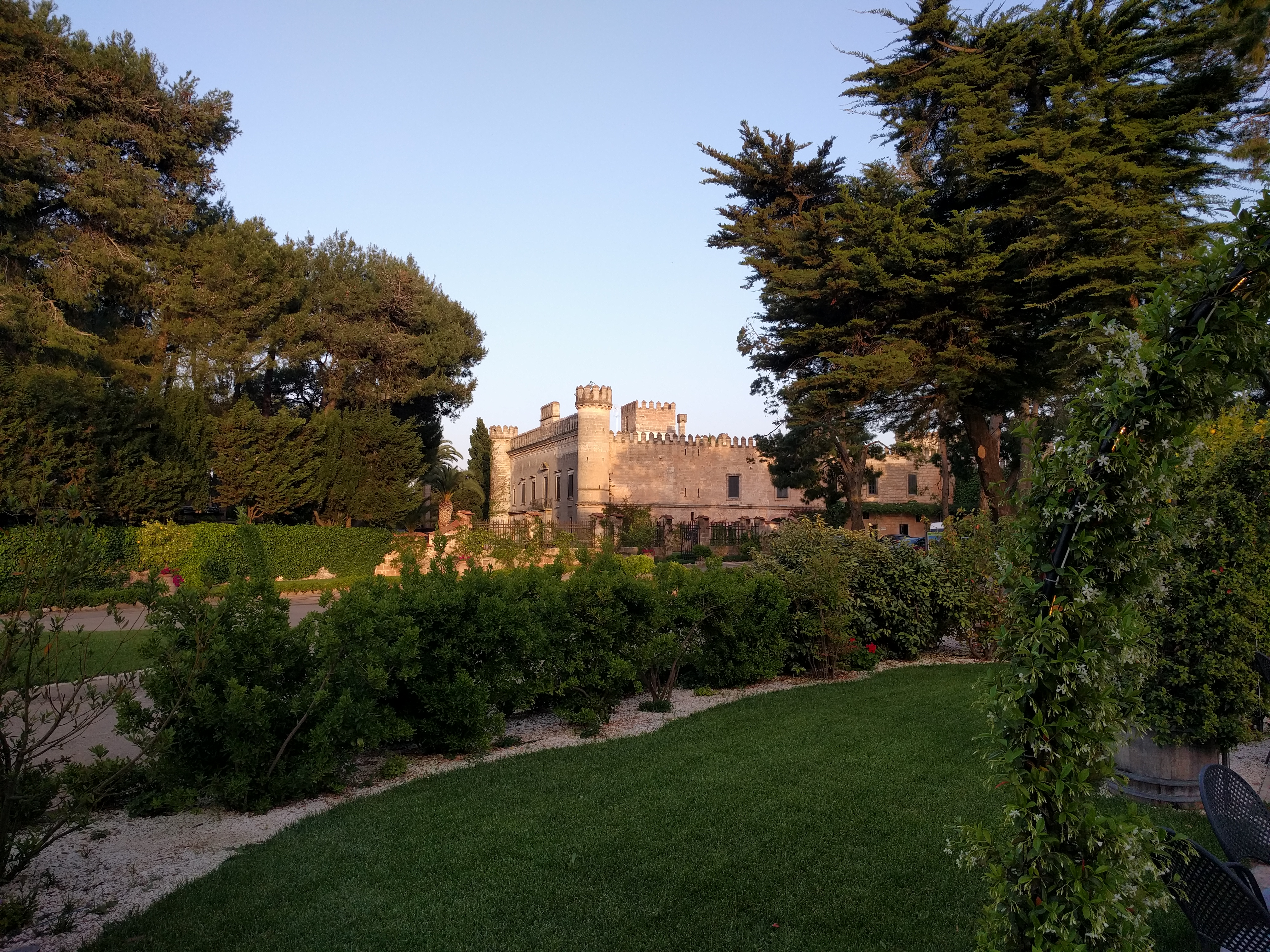
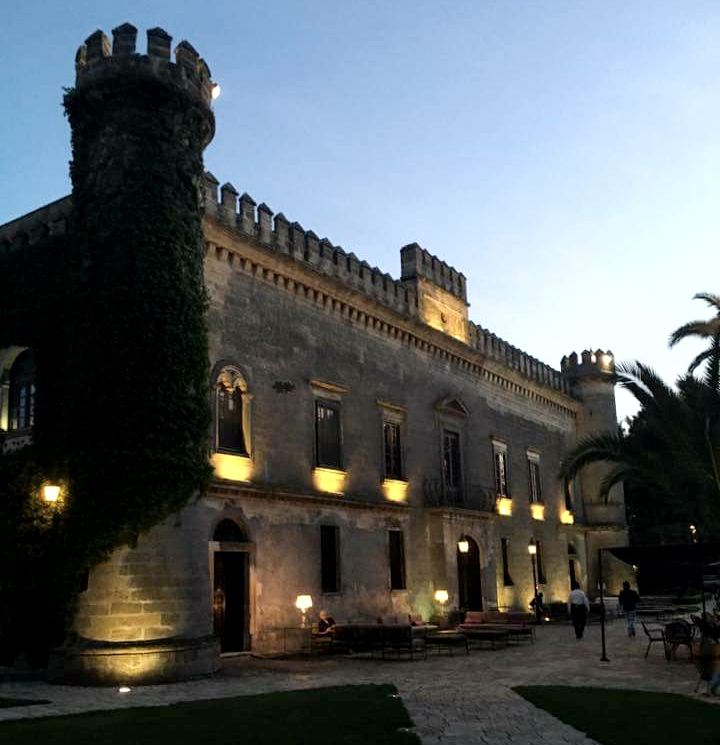

## Attività
Nella proprietà sono siti una struttura ricettiva , un'azienda vinicola ed un museo del vino.